# Jelysaweta Jachno
Jelysaweta Serhijiwna Jachno (ukrainisch Єлизавета Сергіївна Яхно; * 4. Juni 1998 in Odessa) ist eine ukrainische Synchronschwimmerin.

## Erfolge
Jelysaweta Jachno gewann 2015 bei den Europaspielen in Baku ihre ersten internationalen Medaillen. Mit Jana Narischna belegte sie im Duett hinter dem siegreichen russischen Duo und den Drillingsschwestern Anna-Maria Alexandri und Eirini-Marina Alexandri aus Österreich den dritten Platz. Auch in der Mannschaftskonkurrenz und in der freien Kombination gewann Jachno eine Bronzemedaille. Beide Male musste sich die ukrainische Mannschaft den Russinnen und der Mannschaft aus Spanien geschlagen geben. Die Weltmeisterschaften 2017 in Budapest waren Jachnos nächster erfolgreicher Wettbewerb. Im Duett gelang ihr mit Anna Woloschyna sowohl im technischen als auch im freien Programm der dritte Platz und auch im freien Programm des Mannschaftswettbewerbes sicherten sich die Ukrainerinnen um Jachno die Bronzemedaille. Eine erste Silbermedaille gewann Jachno schließlich mit der Mannschaft in der Kombination. Ein Jahr darauf gelangen Jachno bei den Europameisterschaften in Glasgow gleich sieben Medaillengewinne. Im technischen Programm des Solos wurde sie hinter der Russin Swetlana Kolesnitschenko Vizeweltmeisterin und erreichte im technischen Programm Rang drei hinter Kolesnitschenko und Linda Cerruti. Mit Anastassija Sawtschuk beendete sie das technische und das freie Programm im Duett jeweils auf Rang zwei hinter Kolesnitschenko und Warwara Subbotina. Darüber hinaus gewann sie mit der Mannschaft im technischen und im freien Programm jeweils die Silbermedaille, während sie in der Kombination mit der ukrainischen Équipe Europameisterin wurde.
Der nächste Titelgewinn folgte bei den Weltmeisterschaften 2019 in Gwangju. Im sogenannten Highlight-Wettbewerb setzten sich die Ukrainerinnen um Jachno gegen die Mannschaften Italiens und Spaniens durch, womit Jachno erstmals Weltmeisterin wurde. In der Kombination erreichte sie dagegen ebenso wie im technischen und auch im freien Programm mit der Mannschaft den dritten Platz hinter Russland und China und erhielt Bronze. Bei den auf Mai 2021 verschobenen Europameisterschaften 2020 gewann Jachno mit der ukrainischen Mannschaft erneut den Highlight-Wettbewerb, wobei mit den zweitplatzierten Belarussinnen und den drittplatzierten Ungarinnen nur zwei weitere Mannschaften in dem erstmals ausgetragenen Wettbewerb teilnahmen. Zwei weitere Goldmedaillen folgten in der Kombination und im freien Programm des Mannschaftswettbewerbs. Nur im technischen Programm musste sich Jachno mit der ukrainischen Mannschaft den Russinnen geschlagen geben und gewann als Zweite die Silbermedaille. Auch bei den ebenfalls 2021 ausgetragenen Olympischen Spielen 2020 in Tokio gehörte Jachno zum ukrainischen Aufgebot in der Mannschaftskonkurrenz. Mit 94,2685 Punkten im technischen Teil und 96,0333 Punkten in der Kür erzielten die Ukrainerinnen jeweils das drittbeste Resultat aller startenden Mannschaften und schlossen mit 190,3018 Gesamtpunkten den Wettbewerb schließlich hinter den Olympiasiegerinnen aus Russland mit 196,0979 Punkten und der zweitplatzierten chinesischen Mannschaft mit 193,5310 Punkten auch als Dritte ab. Neben Jachno gewannen Marta Fjedina, Anastassija Sawtschuk, Maryna Aleksijiwa, Wladyslawa Aleksijiwa, Kateryna Resnik, Ksenija Sydorenko und Alina Schynkarenko somit eine olympische Bronzemedaille.
Für ihren Medaillenerfolg bei den Olympischen Spielen 2020 erhielten Jachno und ihre Mannschaftskameradinnen den Orden der Fürstin Olga der 3. Klasse.